# Budels
Het Budels is het taalkundig West-Limburgse dialect van het dorp Budel in het zuidoosten van Noord-Brabant.

## Kenmerken
Dit dialect onderscheidt zich van de meeste omliggende Oost-Brabantse dialecten doordat het een aantal kenmerken heeft die typisch Limburgs zijn:
- De gedeeltelijke deelname aan de tweede Germaanse klankverschuiving, waardoor men bijv. ich of eech en mich zegt in plaats van ik en het typisch Brabantse meej.
- De vorm oog voor jullie (vgl. de Limburgse vormen öch, uch)
- -oe-, waar het Standaardnederlands -ui-  en de meeste andere dialecten in Noord-Brabant -uu- hebben, zoals in hoes (huis).

Toch doet het Budels in andere opzichten juist weer mee met de taalkundig Brabantse dialecten. Zo kent het bijv. de vorm gi voor de tweede persoon enkelvoud voorafgegaan door enclise van deze zelfde vorm, als in Ziejje gi ni goe wiejs?. Deze constructie is typisch Brabants. De alom bekende Brabantse groet houdoe is ook in het Budels gangbaar.

## Aanverwante dialecten
Andere dialecten in het zuidoostelijke deel van Noord-Brabant die taalkundig onder het West-Limburgs vallen zijn die van Maarheeze en Soerendonk.  